# Adoração dos Reis Magos (MNMC)
A Adoração dos Reis Magos é uma pintura a óleo sobre madeira pintada no período entre 1501 e 1525 pelos pintores portugueses do renascimento Vicente Gil e Manuel Vicente que fez parte inicialmente do Políptico do Mosteiro de Celas, Coimbra, e que se encontra actualmente no Museu Nacional Machado de Castro desta mesma cidade.
Do Políptico do Mosteiro de Celas faziam ainda parte cinco outras pinturas, Pentecostes, Ascensão de Cristo, Cristo e S. Tomé, Santa Catarina e Ascensão de Santa Maria Madalena, que se encontram também no Museu Nacional Machado de Castro.:136
Desenvolveu-se em Coimbra no início do século XVI uma oficina com um labor bastante homogéneo nas composições e modelos de desenho a que se convencionou chamar do Mestre do Sardoal, embora a sua direcção possa ser atribuída ao conceituado pintor régio Vicente Gil que trabalhou para D. João II e D. Leonor. Esta Adoração dos Reis Magos é uma pintura típica desta oficina regional, de desenho tradicional e grande apego ao figurino gótico flamengo.:130

## Descrição
A pintura representa obviamente o episódio bíblico da Adoração dos Magos. A Virgem está sentada e voltada a três quartos para a sua esquerda amparando com uma mão o Menino Jesus e com a outra segura a tampa de uma píxide que contem moedas de ouro, das quais Jesus mostra uma. A envolver estas duas figuras centrais, estão os três Reis Magos que apresentam as suas oferendas e prestam homenagem, confirmada pela atitude de se despojarem das suas coroas, depondo-as perante o Rei dos reis.
O mago mais velho, que oferece o ouro, está ajoelhado do lado esquerdo, em frente da Virgem. Ao lado dele está o mago Gaspar, de pé e apresentando uma custódia (contendo o incenso?), identificado pela inscrição na bordadura da orla do manto. À direita e atrás da Virgem, o mago negro Baltazar que usa turbante e apresenta de presente um cibório com mirra. A inscrição na orla do seu manto identifica-o com o mago Melchior que, segundo a tradição, é o mais idoso.
Em fundo, entre Maria e Gaspar, está a estrela que guiou até à Natividade de Jesus os representantes dos três partes conhecidas do Mundo. Num plano mais distante, à direita, vê-se contornos de paisagem para dar profundidade à cena.
O recurso exaustivo à folha de ouro é a característica mais saliente deste painel: nas auréolas, nas coroas, na estrela, nas bordaduras das orlas dos mantos. A moeda presenteada por Melchior, um dinheiro do tempo de D. Sancho I, revela a intenção do pintor em evocar a infanta D. Sancha, filha deste rei, que mandou fundar o Mosteiro de Celas em c. 1221.
Dos seis painéis conservados do Políptico quinhentista do Convento de Santa Maria de Celas, é neste que se revela a característica comum mais marcante: o recurso exaustivo à folha de ouro nos nimbos e na representação realista das ourivesarias contemporâneas da pintura. A concentração de personagens num espaço reduzido, o tratamento dos panejamentos, as anatomias, inclusivamente os rostos e os próprios olhos, caracterizam a oficina coimbrã iniciada no final do século XV com Vicente Gil.

## História
A Adoracao dos Reis Magos é uma das seis pinturas a óleo sobre madeira do Políptico executado na oficina de Vicente Gil e do seu filho Manuel Vicente, no início do século XVI, sob encomenda da abadessa do Mosteiro de Santa Maria de Celas, Coimbra.
Após a nacionalização dos bens da Igreja, passou para a posse do Estado português.